# Raiivka, Sloveanoserbsk
Raiivka (în ucraineană Раївка) este un sat în comuna Zemleane din raionul Sloveanoserbsk, regiunea Luhansk, Ucraina.

## Demografie
Componența lingvistică a localității Raiivka
     Ucraineană (53,01%)
     Rusă (46,62%)
     Alte limbi (0,38%)
Conform recensământului din 2001, majoritatea populației localității Raiivka era vorbitoare de ucraineană (53,01%), existând în minoritate și vorbitori de rusă (46,62%).